# Дако-римська гіпотеза про заснування Кам'янця-Подільського

Гравюра другої половини 17 століття із зображенням Кам'янця та легендою про заснування міста даками

Да́ко-ри́мська гіпо́теза про заснува́ння Кам'янця́-Поді́льського — одна з чотирьох гіпотез про заснування Кам'янця-Подільського. Припускає існування на території сучасного Кам'янця-Подільського (нині один із районних центрів Хмельницької області України) в перші століття нашої ери, в період дако-римських (Траянових) воєн, міста даків. В основі гіпотези лежать повідомлення кількох авторів XVII століття (Андреаса Целларія та інших) про тотожність Кам'янця дакійському місту Клепідаві, позначеному географом 2 століття Клавдієм Птолемеєм на лівому боці Дністра, в його середній течії.
Найдетальніше гіпотезу викладено в спеціальному випуску науково-популярного часопису «Пам'ятки України: історія та культура» (№ 4 за 1999 рік), де вміщено статтю київських архітекторів-реставраторів Ольги Пламеницької та її матері Євгенії Пламеницької (померла 1994 року) «Кам'янець-Подільський — місто на периферії Римської імперії». Автори гіпотези говорять про народження Кам'янця «на межі пізньоантичного та праслов'янського світу», або — дещо розлогіше — «на межі могутнього античного світу, що переживав свій кінець, і слов'янства, що народжувалося як нова історична спільнота», у зв'язку з чим «на слов'янському ґрунті досвід античності дав потужний імпульс урбаністиці й фортифікації».

## Відправні точки гіпотези
Відправними точками дако-римської гіпотези є низка свідчень про заснування Кам'янця-Подільського даками. Ці свідчення належать до другої половини 17 століття.

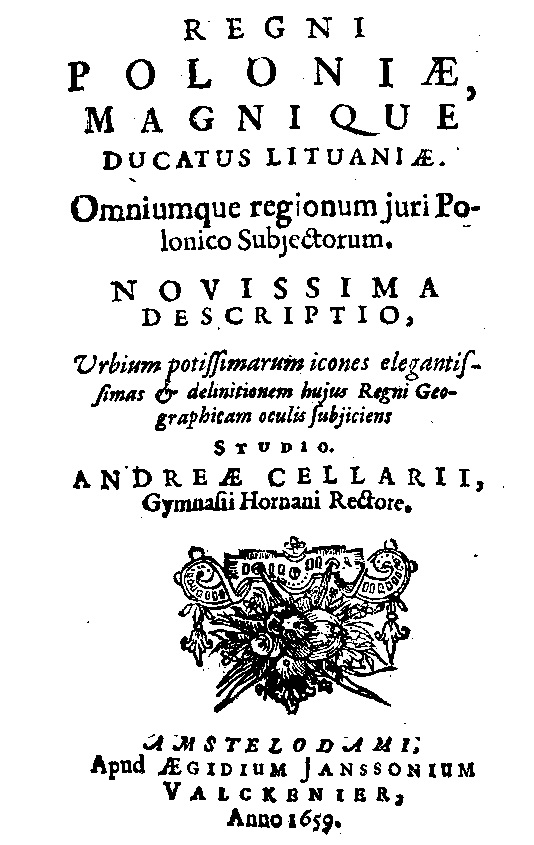
Обкладинка книги Андреаса Целларія

1652 року в Амстердамі побачила світ книга про Королівство Польське, написана латинською мовою. Її автором був німецько-голландський математик, картограф, теоретик фортифікації Андреас Целларій. 1659 року також в Амстердамі з'явилося друге латиномовне видання «Королівства Польського…», а 1660 року в тому ж Амстердамі побачив світ німецькомовний варіант книги.
Окремий розділ виданої книги Целларій присвятив Подільському воєводству, а один із численних краєзнавчих нарисів — Кам'янцю. Ось як він починає розповідь про це місто (переклад із латини Надії Пашкової):
| Каменеція, Каменецум, Кам'янець, Кам'янець-Подільський також званий, є головним містом усього Поділля, яке багато вчених вважають давньою Клепідавою і гадають, що збудоване воно було даками до того, як вони уклали угоду з бастарнами… (Дивись римську книгу Фреліхія, книга III, частина I, стор. 265). |
Як зазначає Ольга Пламеницька, римська книга Фреліхія, на яку посилається Целларій, «невідома сучасним історикам. Можливо, вона й не збереглася». Проте цілком ймовірно, що Фреліхій — це угорський фізик, астроном і географ Давид Фреліх (David Frölich; латинізоване прізвище — Фреліхіус; 1595—1648). Серед його праць із географії найважливішими є дві книги, написані латиною: «Medulla Geographiae practicae» (1639) і «Cynosura seu Bibliotheca Viatorum» (Ульм, 1644). Як зазначають дослідники життя та творчості Давида Фреліха, обидва книги були добре відомі та використовувалися в країнах Західної та Центральної Європи. Якщо перша книга містить основи практичної географії, то друга — це своєрідний туристичний путівник. Він складається з двох частин по чотири книги в кожній.
Барон Августин Майєрберг, який 1661 року як посол імператора Священної Римської імперії Леопольда до російського царя Олексія Михайловича здійснив подорож у Московію та видав книгу про цю подорож, писав: «На Волині красується збудоване на високій горі місто Кам'янець (Camenecia), як дехто вважає, давня Клепідава (Clepidava), варте уваги більше своєю місцевістю, аніж укріпленнями» .
Про заснування Кам'янця даками засвідчує напис на гравюрі із зображенням міста, виконаній у другій половині 17 століття. У перекладі з німецької мови напис звучить так:
| Каменецьк. Ця незрівнянна фортеця Каменецьк, головне місто Подільської землі, на річці Шмерцік розташована, даками збудована так, королем Зигмунтом I укріплена так, що турецький цісар Ахмет здобув її тільки через зраду. |
Під річкою Шмерцік треба розуміти Смотрич. Гравюра зберігається в Львівській національній науковій бібліотеці імені Василя Стефаника. Оскільки турки здобули Кам'янець 1672 року, то гравюру та напис на ній виконано вже після виходу книги Целларія.
У путівнику «Cyaneae», виданому 1687 року в місті Аугсбург, є така розповідь:
| Угорі на північ по Дністру лежать на Поділлі дуже міцні міста й замки, серед яких найбільшим є Кам'янець, званий Подільським. Був заснований дакійцями, а укріплений за короля Зигмунта. |
Розповідаючи про Хотин в «Описі Молдавії» (книгу оприлюднено в 1715—1716 роках), Дмитро Кантемір на берегах рукопису зауважив: «Як нам здається, Хотин відповідає Трифулі або Аркободаві стародавньої Дакії, якщо Клепідава, як вважає Матей Претор, відповідає Кам'янцю, хоча він (Хотин) розташувався на південному березі Дністра, а не на північному». Далі автор це зауваження закреслив, тож до книги воно не увійшло . Особу Матея Претора в коментарях до «Опису Молдавії» не ідентифіковано.
Про ненадійність наведених вище джерел для серйозних висновків писав архівіст Іван Гарнага: «Можливо, в 17 столітті про даків писав один із ранніх польських істориків. Але нотатки історика — це не архівні документи, а твір дослідника. Його твердження ми повинні розглядати не як аксіому, а як дослідницький висновок, що не завжди ґрунтується на вірогідних джерелах».

## Клепідава та інші Птолемеєві міста

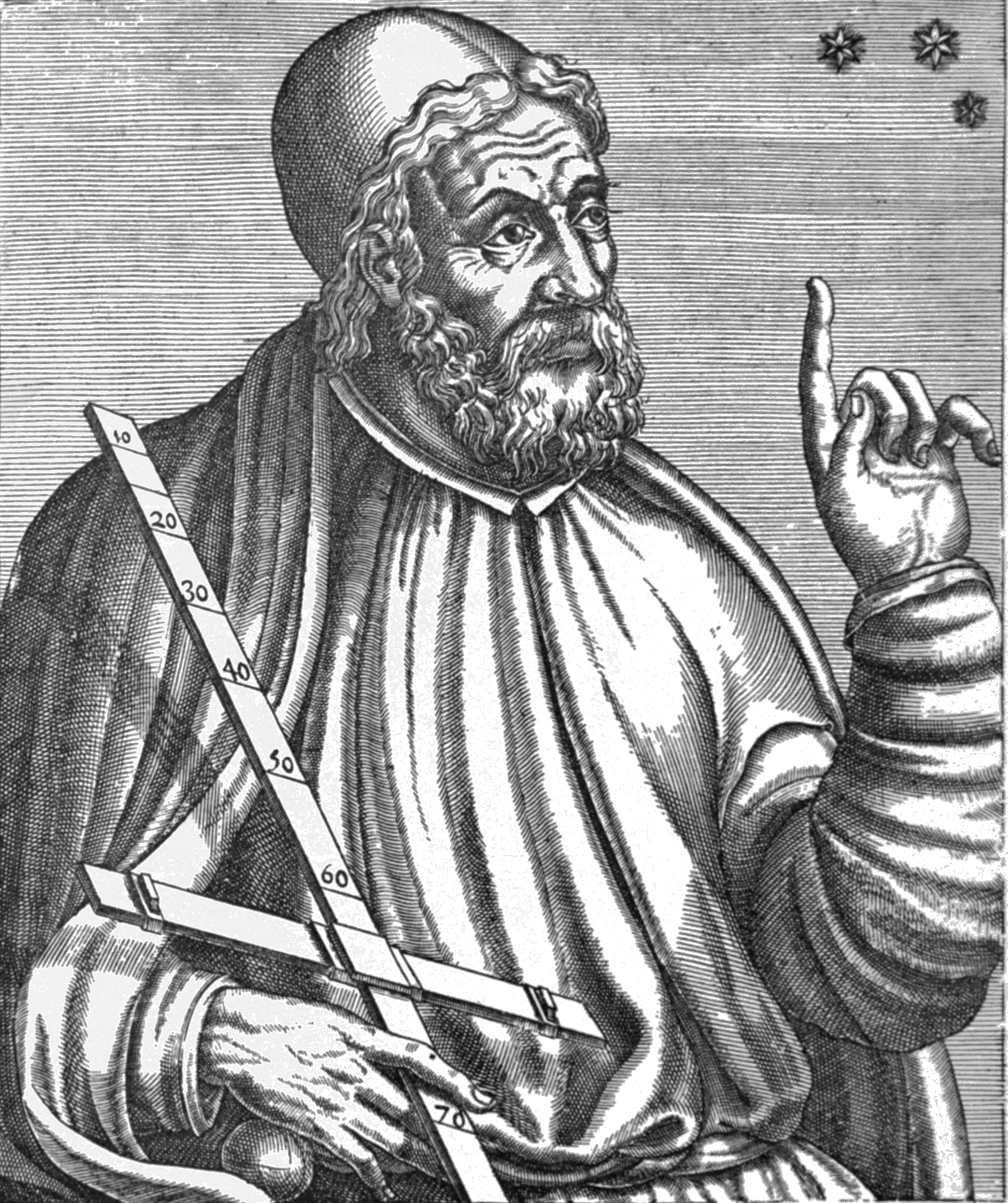
Клавдій Птолемей

Грецький географ 2 століття Клавдій Птолемей, описуючи в «Посібнику з географії» Європейську Сарматію, розмістив на лівому березі Дністра, який за його описом «розділяв частини Дакії й Сарматії», 5 міст — Герактум, Гігентаваріум, Клепідаву, Метоніум, Кародунум, підкреслюючи їхню приналежність до Дакії.
| Герактум (дані Птолемея)             | 53° 30' сх. д. | 48° 40' пн. ш. |
| Гігентаваріум (дані Птолемея)        | 53° 10' сх. д. | 48° 40' пн. ш. |
| Клепідава (дані Птолемея)            | 52° 30' сх. д. | 48° 40' пн. ш. |
| Метоніум (дані Птолемея)             | 51° 00' сх. д. | 48° 30' пн. ш. |
| Кародунум (дані Птолемея)            | 49° 30' сх. д. | 48° 40' пн. ш. |
| Кам'янець-Подільський (сучасні дані) | 26° 35' сх. д. | 48° 39' пн. ш. |

Румунський історик Василе Пирван етнічне походження назв «Герактум», «Гігентаваріум», «Метоніум», «Кародунум» пов'язував із кельтами. Тієї ж думки дотримувався український історик Юліан Кулаковський. Він також зазначав, що кельтські корені свідчать про дуже значний вік цих міст. Щодо Клепідави, то Кулаковський вважав, що ця назва вказує на гетів і даків.
Різні дослідники по-різному локалізували ці міста. Так, польський хроніст і географ 16 століття Бернард Ваповський припускав, що сучасний Кам'янець стоїть на місці Метоніума . Мовознавець Макс Фасмер виводив назву міста Кародунум (Кародун) із кельтських мов: carnu — «купа каміння», dun — «місто, фортеця». Як зазначає Юхим Сіцінський, «таким чином, стародавня назва Кародун — це те ж, що кам'яне місто, Кам'янець» . Російський філолог Федір Браун у праці «Дослідження в галузі гото-слов'янських відносин» (Санкт-Петербург, 1899), локалізуючи міста, вказані Птолемеєм, зазначив, що Кародун розміщувався на місці Кам'янця-Подільського.

П'ять міст на лівому березі Дністра (Тіраса) на восьмій карті Європи Птолемея. Видання 1513 року

Вавжинець Марчинський припускав, що Кам'янець стоїть на місці Петридави (назву утворено від грецького ρετρος — «камінь»). Ця думка набула певного поширення у краєзнавчій і історичній літературі. Однак, як зазначає Ольга Пламеницька, це помилка: два дакійські міста зі схожими назвами — Петродава та Патрідава — розміщені в Птолемея не на лівому, а на правому березі Дністра (в межах теперішньої Молдови та Румунії).
Оскільки система координат Птолемея відрізняється від сучасної, то Євгенія та Ольга Пламеницькі розробили спеціальну методику порівняння даних. Спочатку вони зіставили географічні координати відомих міст із даними Птолемея. Виявилося, зокрема, що для Генуї різниця за довготою становить 20° 55', для Євпаторії — 27° 09'. Для Кам'янця, як вирахували дослідниці, вона мали би становити близько 26°. Найближчою до цього параметра виявилася Клепідава (різниця 25° 55').
Цікава етимологія назви «Клепідава», що зазвичай тлумачиться як «місто злодіїв» — від грецького «клептіс» («злодій») і дакійського «дава» («укріплене місто»). Пламеницькі вважають, що назву «Клепідава» можна читати і як «Ляпідава» — від латинського «lapis» — «камінь, прикордонний камінь, межовий камінь». І тоді вона звучить як «прикордонне кам'яне місто», а відтак — Кам'янець. Здогадку про такий варіант прочитання назви «Клепідава» ще 1927 року висловив географ Володимир Геринович.

## П'ять фортець Костянтина Багрянородного
Візантійський імператор Костянтин VII Багрянородний у трактаті «Про управління імперією», складеному в 943—953 роках, писав про запустілі фортеці в землях печенігів на Дністрі. Це такі фортеці:
- Аспрон («Біла» у перекладі з грецької) — ототожнюється з Білгородом-Дністровським;
- Тунгати («Мирна фортеця» у перекладі з тюркської);
- Кракнакати («Сторожова фортеця» у перекладі з тюркської);
- Салмакати («Патрульна фортеця» у перекладі з тюркської);
- Сакакати («Фортеця на палях» у перекладі з тюркської);
- Гієукати («Військова фортеця» у перекладі з тюркської).

Якщо не зважати на фортецю Аспрон, яка локалізується в гирлі Дністра, то число фортець на Дністрі в Костянтина Багрянородного відповідає числу міст на Дністрі в Клавдія Птолемея. У зв'язку з цим професор Київського університету Юліан Кулаковський у праці «Карта Європейської Сарматії за Птолемеєм», опублікованій 1899 року в «Записках Наукового товариства імені Шевченка», зауважив: «Однакова кількість міст на Дністрі у Птолемея та Костянтина робить ймовірним припущення про їхню тотожність. Культурні центри торгового обміну, що одного разу виникли, природно зберігають своє існування навіть під час великих катастроф і переворотів».
Правда, Костянтин Багрянородний зазначав, що фортеці розташовані «по сей бік Дністра, в краї, зверненому до Болгарії», тобто на правому березі Дністра. Проте Кулаковський вважає за можливе локалізувати їх на лівому березі. Як вважають Пламеницькі, відомості, подані Костянтином Багрянородним, могли бути не зовсім точними, бо автор користувався непрямими джерелами інформації.
Ще одне зауваження візантійського імператора привернуло увагу сучасних дослідників: «Посеред самих будівель давніх фортець помітні деякі ознаки церков і хрести, вирізьблені в пісковику, тому дехто зберігає перекази, що римляни мали там поселення». Ольга Пламеницька припускає, що, можливо, Салмакати (патрульна фортеця) «є дакійською Клепідавою (Ляпідавою), тобто Кам'янцем, де перебував римський патрульний загін».
Про етнічний зв'язок людності Середньої Наддністрянщини з римлянами писав у щоденнику мандрівник і дипломат 17 століття, фризький дворянин Ульріх фон Вердум:
| Жінки в тих околицях, як і в усій Молдові, дуже зухвалі й поривчасті. Вони, хоч як би злиденно не жили й одягалися, все одно завжди виглядають привабливо й поважно, так що походження від римлян, яким гордяться, що можна частково з цього пізнати. Справа в тім, що імператор Траян, підкоривши Дакію, звану тепер Молдовою й Волощиною, помістив тут, аби тримати її в покорі, два римські легіони, які внаслідок […] бігу часу поодружувалися серед цього народу й змішалися з ним. |

## Позиція дослідників 19— початку 20 століття
Василь Шевич у статті «Про монети та медалі, знайдені в землі Подільської губернії», опублікованій 10 (22) вересня 1855 року в «Подільських губернських відомостях», писав, що Подільська губернія зберегла в своїй землі стільки монет давно зниклої Римської імперії, що «тільки припущення про владарювання римлян у тутешньому краї зможе пояснити їхнє походження». Далі дослідник зазначив: «Місцеві перекази засвідчують, що тут були поселення римлян, які провинилися. Один із таких переказів навіть каже, що головне місце вигнання було на місці сучасного Кам'янця».
Олександр Сементовський у книзі «Кам'янець-Подільський», виданій 1862 року в Санкт-Петербурзі, писав:
| Заснування Кам'янця загубилося в далекій давнині. Принаймні, ніхто з літописців не подає позитивних звісток про його закладення, хоча всі погоджуються, що він належить до невеликої кількості давніх міст Поділля. Сказання Стрийковського про те, що князі Коріятовичі, якось полюючи, випадково прийшли до місця, де нині лежить Кам'янець, і, зачарувавшись розташуванням, збудували місто, — не більше ніж казка. Адже Кам'янець згадується літописцями ще в 12 столітті, хоча не можна сумніватися в тому, що його засновано ще раніше. Не має також жодного надійного підґрунтя прив'язування Кам'янця до того місця, де існувало давнє місто Клепідава чи Петродава, закладене даками неподалік від Дністра, в межах нинішньої Подільської губернії. Хоча це припущення все ж правдоподібніше, ніж казка Стрийковського. Принаймні, показане на давніх картах, складених за Птолемеєм, місце розташування Клепідави не дуже відрізняється від місця розташування нинішнього Кам'янця. Але, з іншого боку, достовірно відомо, що в давнину існувало декілька міст на недалекій від Кам'янця відстані, з яких багато давно зникло, не залишивши історії навіть свого імені. Якщо ми підемо шляхом одних здогадок, то, напевно, відштовхнувшись від давної назви одного з джерел, що належать Кам'янцю, — Гунської криниці, дійдемо до часів Аттіли, перебування якого в цих місцях також безперечне. |

Юзеф Ролле

1866 року польський лікар і історик Юзеф Ролле створив рукопис обсягом 229 аркушів своєї першої історичної монографії польською мовою «Кам'янець. Історичний нарис». В ній досить стисло й популярно викладено основні етапи історії міста і краю з античного часу до середини 19 століття. В монографії, як зазначає дослідниця життя та творчості Ролле Стефанія Баженова, «автор стверджував, чого не доведено історичною наукою й сьогодні, що місто Кам'янець-Подільський виникло на базі давньогрецьких колоній Клепідава і Петридава й існувало як „град“ аж до знищення його ордою хана Батия 1241 року і було відроджене зусиллями литовських князів Коріятовичів у 14 столітті».
Монографія починалася так (переклад Надії Пашкової й Ольги Пламеницької): «Каменеція, Каменеціум, Каменікум, Клепідава, Петридава, град зі скелі, град кам'яний, підмурок християнства, старий, як слов'янство, гордий, як лицар на рубежах, вийшов до молдавського кордону і присів на скелястому узгір'ї, боронячи давню славу, і так стояв упродовж довгих віків незламний, непереможний, аж доки не впав під навалою орд Батия-хана, але хто ж тоді під ними не впав?».
1882 року «Географічний словник Королівства Польського та інших слов'янських країв» у статті про Кам'янець, співавтором якої був Юзеф Ролле, писав:
| Хто збудував Кам'янець і його фортецю, невідомо. Певним є тільки те, що то було в дуже давні часи. Сказання Стрийковського, що нібито князі Коріятовичі, полюючи в околицях Смотрича, добралися до скелі, омитої рікою, та, захоплені місцевістю, першими заклали там фортецю, видається помилковим, оскільки ще на планах, зроблених Птолемеєм, те місце, де нині стоїть Кам'янець, називалося спочатку Клепідава («клепсіс» — злодій) і Петридава («петра» — скеля). Клепідавою називали його, без сумніву, даки та греки, що мешкали за Дністром; місцевість та, маючи природний захист, оточена непролазними хащами, могла бути надійною схованкою для злодіїв. Петридавою могли називати його римські вигнанці, що мешкали у Валахії та Молдові, від вапняків, скель, на яких збудований. Цілком можливо, що первісне місто було знищено в часи походів диких народів, наприклад, гунів на чолі з Аттілою (на такий здогад наштовхує назва «Гунські криниці» в Кам'янці), а Коріятовичі пізніше на його руїнах заклали нинішні місто та фортецю. |

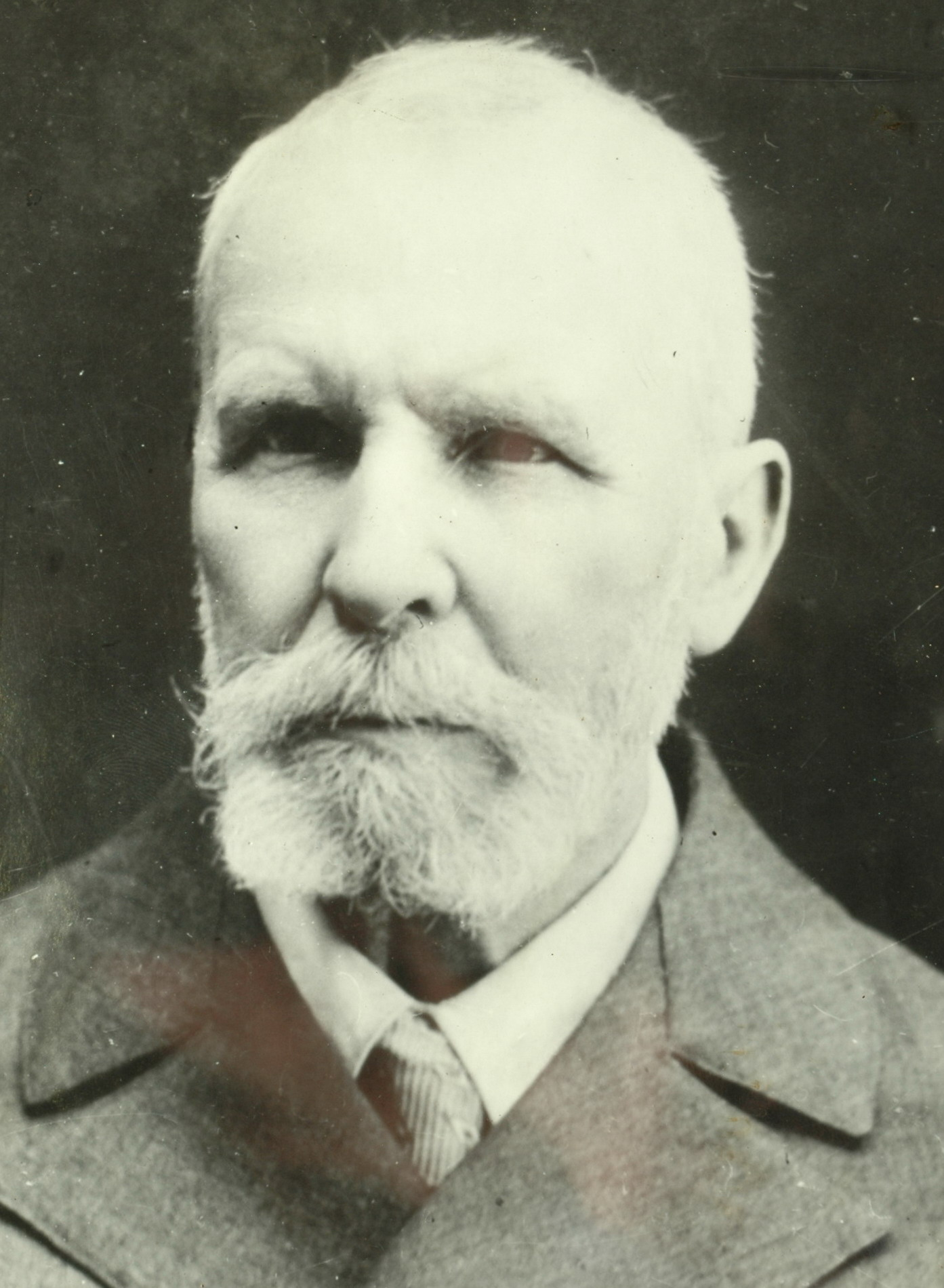
Юхим Сіцінський

1895 року Юхим Сіцінський у книзі «Місто Кам'янець-Подільський» зазначив: «Історики, які писали про Кам'янець, як давні (Целярій), так і нові (Марчинський, Ліпінський та інші), кажуть, що наше місто є одним із найдавніших міст Дакії, яке згадує географ другого століття Птолемей, і має назву Клепідава чи Петридава, причому назву Петридава виводять від латинського кореня petra — скеля, камінь, і таким чином назву Петридави (кам'яного міста) ототожнюють із нашою назвою міста». Сіцінський не підтримав версію про дакійське походження Кам'янця-Подільського, оскільки «немає жодних доказів того, що Кам'янець насправді є одним із вказаних дакійських міст, хоча можливо, що стоїть на місці якого-небудь давнього поселення».
У праці «Стародавні племена й народи на Поділлі за історичних часів перед заснуванням Київської держави», написаній 1927 року і частково опублікованій 2000 року, Сіцінський, підсумовуючи викладене в розділі «Плолемеєві міста», писав:
| Але все це, що сказано про Кам'янець, ще остаточно твердо не вирішує того питання, чи дійсно наше місто стоїть на місці стародавнього міста, одного з тих, що згадує в другому столітті Птолемей. Бо в Кам'янці і його околиці не знайдено ніяких монументальних слідів стародавнього поселення, давність якого би сягала другого століття. Не знайдено тут ніяких таких окопів, побудувань, похоронів і т. ін. Знахідки же монет і інших речей римських у Кам'янці чи в його околицях нічого не кажуть [31]. Взагалі для вирішення питання про Придністрянсько-Птолемеєві міста потрібні археологічні розсліди, а особливо розкопки придністрянських городищ. |
Не підтримали цю гіпотезу й інші історики. Але наприкінці 20 століття вона — завдяки зусиллям київських архітекторів Євгенії Пламеницької та її доньки Ольги Пламеницької — несподівано набула надзвичайно широкого розголосу.
Цікаво, що Пламеницькі, зіславшись на процитований вище уривок із книги Сементовського 1862 року та рукопис Сіцінського 1927 року, зарахували їх обох до прихильників дако-римської гіпотези про заснування Кам'янця-Подільського.

## Гіпотеза Пламеницьких
Базуючись на наведених вище свідченнях другої половини 17 століття, а далі на власних дослідженнях і припущеннях, київський архітектор-реставратор Євгенія Пламеницька (померла 1994 року) та її донька (теж архітектор-реставратор) Ольга Пламеницька ввели в обіг дако-римську концепцію про заснування Кам'янця-Подільського в другому столітті нової ери.
У книзі «Кам'янець-Подільський» (2004) Ольга Пламеницька пише: «Існування в перші століття нашої ери дако-римської Клепідави на острові в каньйоні Смотрича також має архітектурно-археологічне підтвердження. На залишках скелястого перешийку в цей час було побудовано кількапрогінний міст із мурованими пілонами та хідником на дерев'яних аркових фермах, а з боку плато перед перешийком — муроване укріплення, що охороняло в'їзд на острів. Яким було в цей час місто та яку воно виконувало функцію в системі римських форпостів Європейської Сарматії — проблема майбутніх досліджень».
Гіпотеза Пламеницьких має як палких прихильників (в основному серед любителів історії, краєзнавців), так і непримиренних противників. Професійні історики або не звертають уваги на гіпотезу, або піддають її нищівній критиці, як, наприклад, це не раз робили Іон Винокур і Микола Петров. Загальний їх висновок щодо гіпотези Пламеницьких такий: «Вульгарний підхід до часу появи та історії різних архітектурних пам'яток Кам'янця та й самого міста переноситься ними із публікації в публікацію, де автори, посилаючись переважно лише на себе, творять міф „науковості“ своїх праць про „дако-римський“ Кам'янець, свідомо відкидаючи при цьому історичні джерела та об'єктивні наукові дослідження з історії середньовічного Кам'янця-Подільського вчених Львова, Києва, Кам'янця-Подільського, а також Вірменії та Польщі».
М'якіше заперечення подали Олександр Расщупкін і Сергій Трубчанінов: «Знахідки на Поділлі численних монетних скарбів і окремих римських монет 2—3 століть, римських мечів і предметів античного імпорту, на думку істориків, свідчить лише про те, що місцеві племена черняхівської культури підтримували торговельні та культурні зв'язки з римськими провінціями».
Найповніше концепцію Пламеницьких та їх полеміку з ученими викладено в спеціальному випуску журналу «Пам'ятки України» (№ 4 за 1999 рік). 80-сторінкова праця має назву «Кам'янець-Подільський — місто на периферії Римської імперії». Як засвідчує розділ «Висновки» у названій праці, автори гіпотези добре усвідомлюють, що «факти впритул підвели нас до проблеми, яка потребує ґрунтовних, цілеспрямованих і багатоаспектних опрацювань». Проте 26 липня 2001 року Кабінет Міністрів України видав постанову «Про затвердження Списку історичних населених місць України», в якій до Списку включив місто Кам'янець-Подільський із датою заснування — друге століття.

## Уточнення Тараса Дишканта
Краєзнавець Тарас Дишкант зробив ще один рішучий крок у розвитку гіпотези і в статті, опублікованій 1997 року, спробував указати точний рік заснування Кам'янця-Подільського та назвати його засновника. Дослідник виходив із того, що у 101—102 та 105—106 роках римський імператор Траян здійснив дві масштабні військові кампанії проти Дакії, відомі в історії як Траянові війни. Вони завершилися смертю дакійського царя Децебала, поразкою даків і перетворенням Дакії на римську провінцію. Після цього, зазначає Тарас Дишкант, «Траян об'їжджав західні кордони із Сарматією і давав розпорядження своїм людям для побудови лімесу, який мав захищати новозахоплені землі». Тож, «роком заснування Кам'янця-Подільського можна вважати 107 рік н. е. Засновником міста, звичайно, виступає римський імператор Траян». За цими викладками Кам'янець-Подільський 2007 року мав би святкувати 1900-річчя. Але до пропозиції Тараса Дишканта не прислухалися.
Думку про 107 рік обережно підтримав Едуард Сікора у книзі «Квітка на камені» (Харків, 2004): «Чому би не припустити, що роком заснування Кам'янця є 107 рік і першими його мешканцями були римські вигнанці? Адже на початку першого століття римські імператори дуже любили висилати в ці краї відомих римлян, що потрапили в немилість, як, наприклад, поета Публія Овідія Назона».